# Gunnar Staalesen

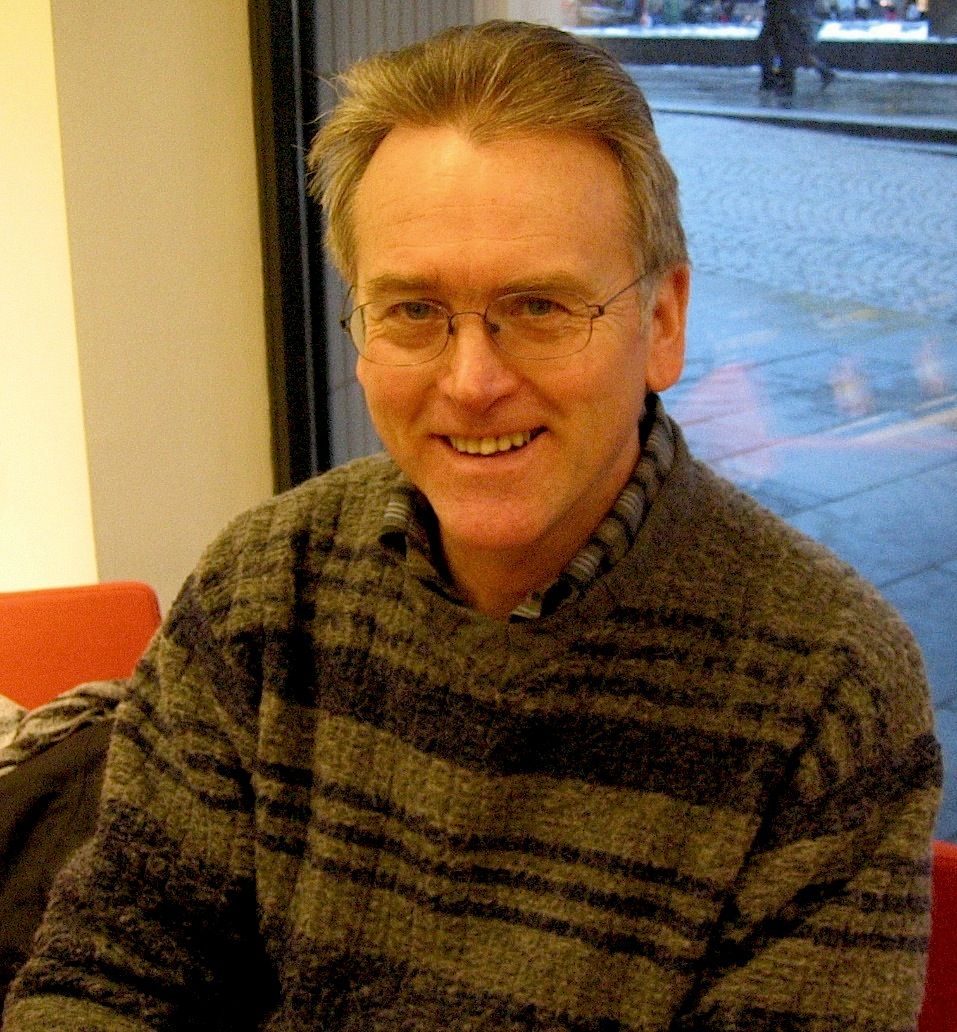
Gunnar Staalesen

Gunnar Staalesen (* 19. Oktober 1947 in Bergen, Norwegen) ist ein norwegischer Schriftsteller, der überwiegend Kriminalromane schreibt. Daneben arbeitet er als Dramaturg am Theater Den Nationale Scene in Bergen.

## Leben
Gunnar Staalesen hat Englisch, Französisch und Literaturwissenschaften studiert. Seit 1970 veröffentlicht er Kriminalromane; davon am erfolgreichsten ist die Serie um den eigenbrötlerischen Privatdetektiv Varg Veum, die sich stilistisch an den Hard-boiled-Romanen von Raymond Chandler und Ross Macdonald orientiert. Das Erste zeigte 2008 und 2009 mehrere Folgen als Der Wolf mit Trond Espen Seim in der Titelrolle, das Zweite Deutsche Fernsehen ab 2012 unter dem Titel Varg Veum.
Er lebt mit seiner Familie in Bergen.
Seit 2011 verfasst Staalesen gemeinsam mit dem Zeichner Arild Midthun jedes Jahr einen kurzen Krimi in Comicform, der auf mehr als 22 Millionen Milchkartons der Meierei Tine gedruckt wird und sich in Norwegen großer Beliebtheit erfreut.

## Auszeichnungen
- 1975: Riverton-Preis für Rygg i rand, to i spann
- 1989: Bokhandlerprisen für Falne engler
- 1991: Palle-Rosenkrantz-Preis für Falne engler
- 2002: Riverton-Preis für Som i et speil
- 2015: Schwedischer Krimipreis – Kategorie Grand Master als Auszeichnung für sein bisheriges Lebenswerk

## Werke
- 1970: Uskyldstider
- 1972: Fortellingen om Barbara
- 1975: Rygg i rand, to i spann
- 1976: Mannen som hatet julenisser
- 1977: Bukken til havresekken (Das Haus mit der grünen Tür)
- 1979: Din til døden (Dein bis in den Tod)
- 1980: Tornerose sov i hundre år (Dornröschen schlief wohl hundert Jahr)
- 1981: Kvinnen i kjøleskapet (Die Frau im Kühlschrank)
- 1983: I mørket er alle ulver grå (Im Dunkeln sind alle Wölfe grau)
- 1985: Hekseringen (Der Hexenring)
- 1988: Svarte får (Schwarze Schafe)
- 1989: Falne engler (Gefallene Engel. Butt, Kiel 1992)
- 1990: Vikingskatten (Kinderbuch-Trilogie)
- 1991: Bitre blomster (Bittere Blumen)
- 1993: Varg Veums Bergen – En annerledes Bergensguide
- 1993: Dødelig Madonna
- 1993: Begravde hunder biter ikke (Begrabene Hunde schlafen nicht)
- 1995: Skriften på veggen (Die Schrift an der Wand)
- 1996: Amalie Skrams verden
- 1996: De døde har det godt (Die Toten haben’s gut)
- 1997: 1900. Morgenrød
- 1998: 1950. High Noon
- 2000: 1999. Aftensang
- 2002: Som i et speil (Wie in einem Spiegel. S. Fischer, Frankfurt am Main 2004)
- 2004: Ansikt til ansikt (Von Angesicht zu Angesicht)
- 2006: Dødens drabanter (Todesmörder)
- 2008: Kalde hjerter
- 2010: Vi skal arve vinden
- 2012: Der hvor roser aldri dør
- 2014: Ingen er så trygg i fare
- 2016: Storesøster